# Kalvörarna
Kalvörarna är en ö nära Borstö i Nagu,  Finland.   Den ligger i Pargas stad i den ekonomiska regionen  Åboland  och landskapet Egentliga Finland. Ön ligger omkring 7 kilometer nordväst om Borstö, omkring 30 kilometer söder om Nagu kyrka,  62 kilometer söder om Åbo och 170 km väster om Helsingfors. Närmaste allmänna förbindelse är förbindelsebryggan vid Lökholm som trafikeras av M/S Nordep.
Terrängen på Kalvörarna är mycket platt. Öns högsta punkt är 9 meter över havet.